# Сибірські татари
Сибі́рські тата́ри (самоназва — себер татарлары). Народ, що проживає на захід від річки Єнісей в степовій і лісостеповій зонах в основному в сільських районах Тюменської, Омської, Новосибірської, Томської, Кемеровської областей, а також в Тюмені, Тобольську, Омську, Новосибірську, Томську, Тарі, Барабінську і інших містах Західного Сибіру. Розмовляють на сибірськотатарській мові. 

## Склад

Національний прапор сибірських татар

Основне ядро сибірських татар вийшло з середовища середньовічних кипчаків, що брали участь у формуванні багатьох тюркських народів. В процесі свого тривалого і складного етнічного розвитку сибірські татари контактували з групами угорського походження, самодійцями, народами Саяно-Алтаю, Середньої Азії і Казахстану, монголами, татарами Поволжя і Приуралля, башкирами і деякими іншими народами. Ступінь впливу вказаних народів на етнічний розвиток сибірських татар залежав від конкретних історичних умов, від тривалості цих контактів і т. д.
Сибірські татари складаються з трьох етнографічних груп — тоболо-іртишських, барабинських і томських татар, що відрізняються один від одного незначними особливостями в говорі, господарській діяльності. Кожна з основних етнічних підгруп сибірських татар у минулому мала поділ на дрібніші підгрупи. Наприклад, існували абинці — сибірське плем'я, що мешкало в Кузнецькому окрузі Томської губернії.

## Історія

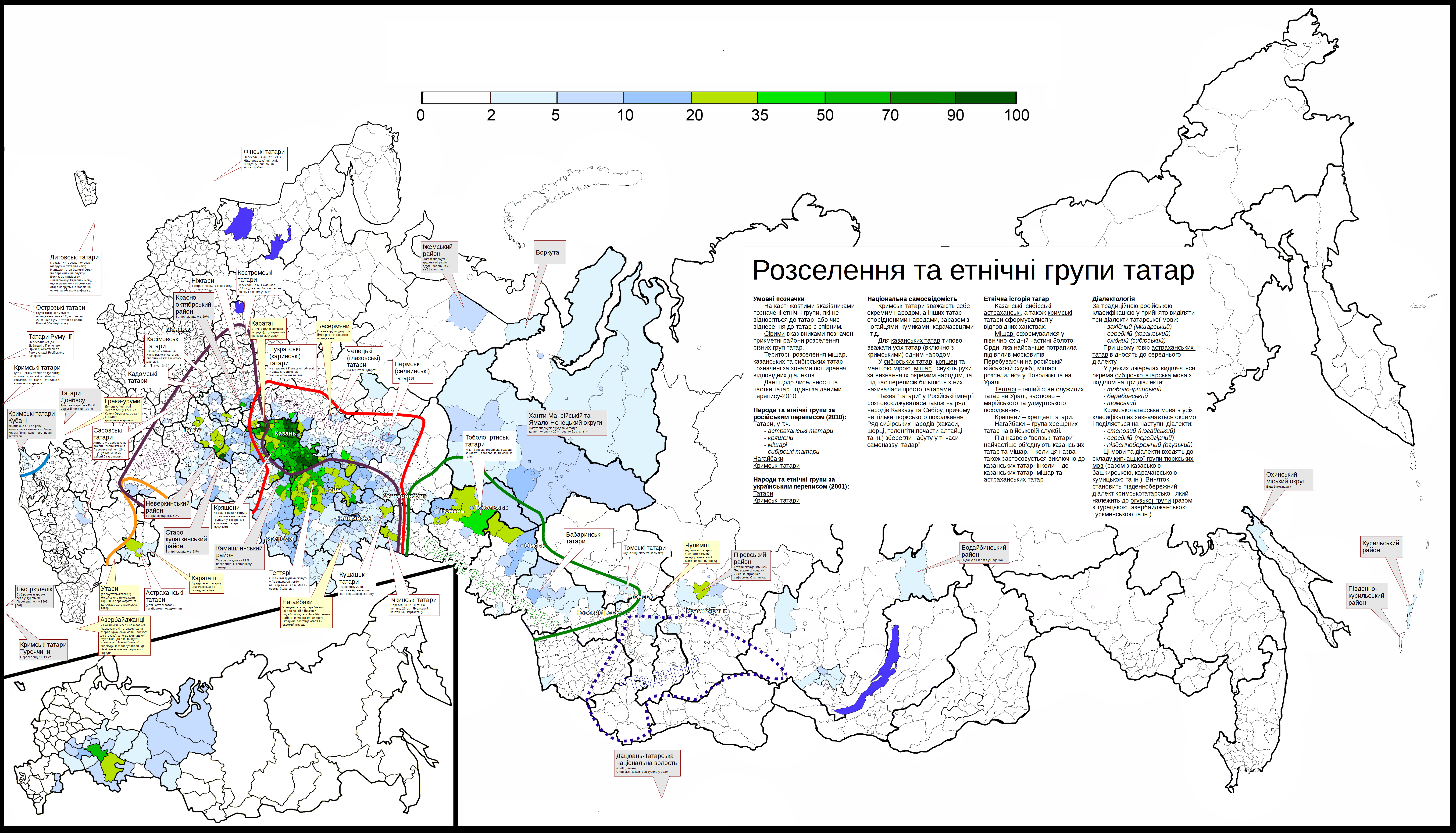
Розселення сибірських та поволзьких татар

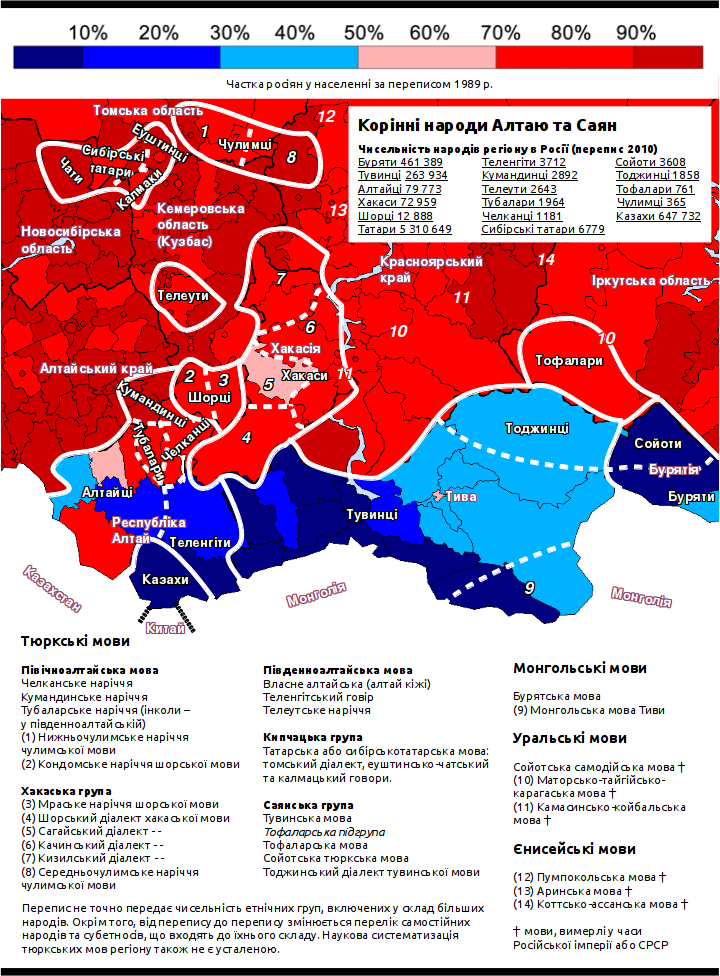
Томські татари — найсхідніші з сибірських татар

За однією з версій предками сибірських татар було плем'я гунів. Коли вони мігрували, то в 55-х р. до н. е. прийшли в Барабинські степи і залишились на цих родючих землях, об'єднавшись з тюркськими племенами, які проживали на Західному Сибіру. Саме в ці роки було покладено початок процесу етногенезу предків сибірських татар. Науковці також вважають, що частина татар із Золотої Орди, у пошуках свого місця під сонцем, є предками сибірських татар.
Починаючи з VI ст. н. е. у Південному Сибіру і Центральній Азії створилися давньотюркські держави-поселення: Уйгурський, Тюркський, Кимакський та Киргиський каганати. У їх підпорядкування попав і Західний Сибір, тому еміграція тюркських племен продовжувалася. Інтенсивне заселення Барабинського степу кимаками та кипчаками почалося після занепаду в ХІ ст. Кимакського каганата.
Таким чином, етногенез сибірських татар до створення своєї держави був важким, адже навіть після створення держави продовжувалася еміграція тюрків, а пізніше — татар Поволжя і Приуралля. Науковці стверджують, що сибірські татари кінця ХІХ — початку XX ст. разом із астраханськими, касимовськими та іншими групами поволзько-приуральських татар об'єднувалися в одну єдиний етнос.
На основі досліджених історичних наукових праць, історик Г. Л. Файзрахманов стверджує, що результатом створення державності сибірських татар є високий внутрішньодержавний розвиток населення Західного Сибіру. Перше державне утворення предків сибірських татар виникло біля річки Ішим після занепаду Кимакського каганату на початку ХІІ ст. Другою татарською державою в Західному Сибіру було Тюменське ханство, яке утворилося в 20-х р. ХІІІ ст., набрала ваги за Тайбуги (сер. XIV ст.), у 1563 році після смерті останнього володаря Едігера приєдналося до Сибірського ханства. Остання держава сибірських татар — Сибірське ханство — виникло в 1495 р., а вже в XVI ст. воно було приєднане до Російської імперії. Слід зазначити, що корінні сибірські татари, до приєднання їх до Росії, як народ мали свою національну мову, культуру, обряди, звичаї, та з роками це все почало втрачатися, так і зникли деякі обряди та звичаї народу, а також їх діалект.
Наприкінці XX ст. корінні сибірські татари починають більше цікавитися своїм походженням, тим самим почала зростати їхня національна свідомість, зацікавленість в історії розвитку своєї мови, культури, до діячів науки, які залишили слід в історії свого народу. Це стрімке пробудження призвело до національного руху.
У середині ХХ сторіччя почали з'являтися національні повідомлення по радіо, телебаченню (татарською мовою), були організовані центри національної культури в містах Тюмені, Тобольську.
29 вересня 1990 р. в Тюмені було організовано конференцію татар Тюменської області, на якій були присутні більш як 120 делегатів. Під час конференції було вирішено створити Асоціацію татар Тюменської області, яка повинна була стати організацією, яка об'єднає всі татарські громадські організації області.
За останні роки XX ст. громадськими організаціями Тюменської області, особливо Асоціацією татар Тюменської області, при підтримці Адміністрації області було здійснено роботу з відродження культури та мови сибірських татар.
(До речі, російські науковці дослідили, що сибірські татари у XVI ст. перейшли на письменність, яка базувалась на арабській графіці).
Сучасні корінні сибірські татари являють собою самостійний етнос, який зумів відстояти свою мову, етнічну територію, культуру, мистецтво, національну свідомість. Сибірські татари складаються із кількох етнографічних груп, які відрізняються один від одного особливостями мови, у деяких сферах матеріальної і духовної культури, а також господарської діяльності, однак це все лише збагачує їх, дозволяє краще вивчати їхню історію, культуру, показуючи колорит сибірських татар.

## Культура
Духовна культура сибірських татар орієнтується на релігійні канони, а також відбивається у їхніх звичаях та обрядах. До основних обрядів цього народу належать — обряд ім'я наречення (пала ататил), одруження (неге), похорони (кумі), поминальний обряд (катим), роковини(телеу). Ці обряди проводяться із жертвоприношенням: за значних подій життя у жертву приноситься тварина. Є ще календарні свята, тобто релігійні — пост рамазан (ураса), курбан (корманник) та інші. Такі обряди проводяться практично за одним сценарієм, різниться тільки у читанні молитов муллою. Під час святкування готуються страви, зазвичай локшина, пироги, коржі, баурсакі, урюк, родзинки, чай. В оселі збираються поважні люди, родичі, яким роздається кеєр (милостиня), а мулла читає необхідну молитву.
Народні свята та звичаї цього народу охоплюють ще до ісламські вірування. До народних свят належить амаль (східний новий рік у день весняного рівнодення). Це свято відрізняється від інших тим, що проводиться колективна трапеза, а з найвищої споруди розкидають подарунки. Лунають пісні, грають в ігри, зустрічаючи новий рік. Ще одним народним святом було карга путка («вороння каша»), на сьогоднішній день, це свято призабуте. Воно проводиться тоді, коли прилітають граки, тобто перед початком посівних робіт. Під час святкування цього свята відчувається товариськість та дружність татар, бо жителі, збираючи по подвір'ю крупу та інші продукти, варили кашу у казані всі разом, а потім її роздавали, а залишки покидали в полі, щоб була врожайність.
У сибірських татар також є свята, які поєднали у собі язичництво (тенгріанство) та іслам. Одним із таких свят є кук корманник (жертва небу). Жителі проводять цей обряд разом із мусульманським духовенством, під час якого відбувається заколення жертовної тварини в посушливу погоду, таким чином люди звертаються до Всевишнього про дощ, або, навпаки, в дощову погоду про припинення опадів, щоб можна було приступити до господарських робіт. Ще з язичницьких часів сибірські татари вірили у духів предків (еруак), лісовиків (піцен, албасти), водяних (сиу перей), злих духів (чин, перей, шайтан), домовиків (ой перей), ця віра, з покоління в покоління, дійшла і до сьогодення, адже досі на будинках зустрічаються амулети з висловами з Корану.
До духовної спадщини сибірських татар відноситься фольклор. У жанровому відношенні він різноманітний. З ліро-епічних творів відомі Дастана (народні поеми) («Ідегей»), прозові — казки (йомак), прислів'я (лагап), приказки (ейтем). Музика (крім танечний) заснована на пентатоніка, тому сибірські татари співають пісні (йир), спільні з татарськими і башкирськими. Музикою супроводжуються такі жанри фольклору як Баіт (пейет) — вірші, присвячені трагічним випадкам життя, мунаджати (моначат) — релігілзние співи, частівки (такмак). Народні танці відрізняються гучним відбиванням ніг (як в іспанському фламенко). З традиційних музичних інструментів відомі курай (рід сопілки), кубиз (язичковий музичний інструмент), ТУМР (рід домбри), тум (барабан).